# Gabriel Cramer
Gabriel Cramer (Ginevra, 31 luglio 1704 – Bagnols-sur-Cèze, 4 gennaio 1752) è stato un matematico svizzero, professore di filosofia e matematica a Ginevra.

## Biografia

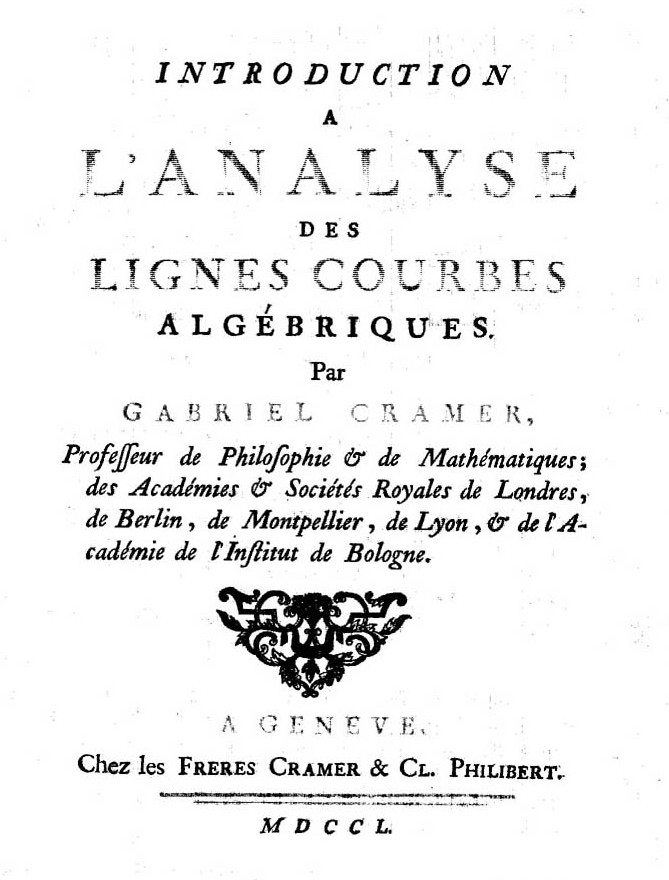
Introduction à l'analyse des lignes courbes algébriques, 1750

Cramer dimostrò grandi doti in matematica già in giovane età. A 18 anni ricevette il suo dottorato e a 20 divenne co-docente di matematica all'Università di Ginevra, condividendo la cattedra con il pressoché coetaneo Jean-Louis Calandrini.
Nel 1728 propose una soluzione per il Paradosso di San Pietroburgo e andò molto vicino al concetto della Teoria dell'utilità attesa, teorizzata 10 anni dopo da Daniel Bernoulli.
Fu allievo di Johann Bernoulli. Si occupò di studi sulle curve algebriche e sulle loro singolarità, nonché sui determinanti. Scrisse, a questo proposito, nel 1750, il trattato di geometria analitica intitolato Introduction a l'analyse des courbes algebriques.
A lui è dovuta la regola della risoluzione di un sistema di n equazioni in n incognite. Allo scozzese Colin Maclaurin si deve invece la dimostrazione della regola di Cramer per i sistemi lineari con due e tre incognite.

## Opere
- (FR) Introduction a l'analyse des lignes courbes algebriques, Ginevra, 1750.